# Causing a Commotion
"Causing a Commotion" é uma canção gravada pela cantora estadunidense Madonna. Foi lançado pela Sire Records como o segundo single da trilha sonora do filme Who's That Girl em 25 de agosto de 1987. O remix Silver Screen Single Mix apareceu mais tarde na compilação britânica lançada em EP em 1991, The Holiday Collection. Escrita e produzida por Madonna e Stephen Bray, a canção foi inspirada pelo relacionamento de Madonna com o então marido Sean Penn, e a natureza abusiva e violenta dele. Contendo um ritmo dançante e alegre, a canção começa com o refrão e é acompanhado por uma linha de baixo descendente de quatro notas e acordes em staccato no verso.
Desde o seu lançamento, a canção recebeu críticas mistas dos críticos. Chegou ao top-ten nos Estados Unidos, Austrália, Canadá, Irlanda, Itália, Nova Zelândia, Suécia e Reino Unido, e chegou ao topo da parada americana de música dance da Billboard. Madonna cantou a música na turnê Who's That Girl World Tour – cuja apresentação foi transmitida via satélite para o MTV Video Music Awards de 1987 - e na Blond Ambition World Tour em 1990. As apresentações foram incluídas nos lançamentos em VHS da turnês.

## Antecedentes e composição

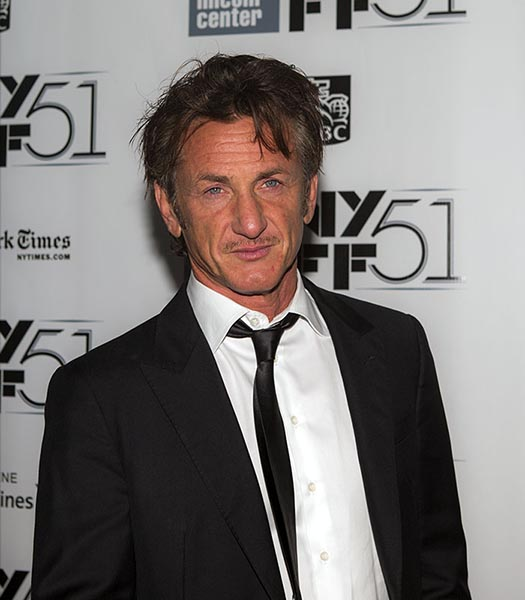
Sean Penn walking the 'The Secret Life of Walter Mitty' red carpet at the 51st New York Film Festival

Madonna e Stephen Bray compôs "Causing a Commotion" para a trilha sonora do filme Who's That Girl (1987). Enquanto nos Estados Unidos a gravadora Sire Records lançou-o em 25 de agosto, 1987 como o segundo single do álbum no Reino Unido foi colocado à venda em 19 de setembro do mesmo ano, pouco antes ds estréia de Who's That Girl. Em 1991, seu único remix, Silver Screen Single Mix, apareceu no EP The Holiday Collection. A cantora usou como inspiração o tumultuado relacionamento com seu então marido, Sean Penn, já que ele achava que seu casamento estava prestes a terminar por causa da natureza abusiva e violenta de Penn. Em 10 de setembro de 1987, a Rolling Stone publicou um artigo em que Madonna falou sobre o impacto de Penn em sua vida e música. A esse respeito, ele observou:

Eu não gosto de violência, Nunca vou tolerar que alguém seja espancado e nunca pensei que a violência deveria ter ocorrido. Por outro lado, entendi a raiva de Sean e, acredite, eu queria bater nele várias vezes. Você nunca faria isso, porque sei que isso só pioraria as coisas. [...] eu senti como se estivesse "causando uma comoção" de propósito para me distrair. Eu escrevi essa música e aliviei minha frustração nela.

"Causing a Commotion" tem um groove uptempo dançante. O arranjo consiste em uma série de ganchos interpolados entre si. Comece com o refrão com um efeito Chorus, e Madonna canta a linha "Eu tenho os movimentos, querida, você tem os movimentos, se nos juntássemos, causaríamos comoção". Os versos são acompanhados por uma linha de baixo de quatro sons descendentes, enquanto adicionam acordes em staccato. A letra se refere ao single "Into the Groove" (1985) e tem três partes de harmonia vocal.

## Recepção crítica

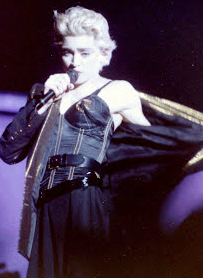
Madonna performando "Causing a Commotion" durante a Who's That Girl World Tour (1987).

Em termos gerais, "Causing a Commotion" recebeu comentários mistos de críticos de música e jornalistas. Rikky Rooksby, autor do The Complete Guide to the Music of Madonna, disse que era "perfeitamente aceitável, embora não seja da mesma classe que "Who's That Girl". Christian Wright, de Spin, chamou a música de "celebração". Carol Benson, uma das autoras de The Madonna Companion: Two Decades of Commentary, explicou que o baixo maciço e ressonante a impressionou. A esse respeito, ela disse: "Lembro-me da minha surpresa e admiração quando, em 1987, fui ao cinema e experimentei pela primeira vez os acordes retumbantes e descendentes do "Causing a Commotion", de Madonna, que estreou seu péssimo filme Who's That Girl. Se você quer conhecer a essência da modernidade, ouça esses acordes infernais, apocalípticos e terrivelmente sensuais. É a verdadeira voz do fin de siècle». No entanto, Stephen Thomas Erlewine do Allmusic, comentou que "Causing a Commotion", juntamente com "Who's That Girl", não estavam entre os melhores singles de Madonna. Da mesma forma, Bill Lamb de ThoughtCo. Ele comentou que essas músicas não eram um exemplo das melhores músicas de Madonna. Oggie Ramos, do Manila Standard, disse que era "um número de dança bem polido e bem projetado" e destacou a "habilidade impecável em teclados e arranjos de guitarra" de Bray. Na contagem que encomendou todos os 78 singles do artista, Jude Rogers, do The Guardian, incluiu-o na posição 65 e o descreveu como "um fac-símile mais leve do majestoso de "Into the Groove".
Eric Henderson de Slant, disse que ele tinha uma das letras mais "indiscutíveis" de Madonna, como ele também descreveu a melodia como "promissora". Mayer Nissim, do jornal on-line PinkNews, considerou o 45º melhor single e elogiou a cantora por levar seu "relacionamento tumultuado com Penn" para criar um dos destaques de Who's That Girl. No ranking das 100 melhores músicas da artista, "Causing a Commotion" apareceu na décima quinta posição; Louis Virtel, criador do artigo para o site NewNowNext a chamou de "alegre e enérgica". Joel Lynch, da Billboard, colocado no número 85 e escreveu que só Madonna "poderia lançar uma música como a luz de um filme ruim e levá-lo ao número 2 da Hot 100. [...] O impressionante a linha de baixo e a determinação açucarada de sua entrega a tornam uma delícia, embora relativamente leve". Joe Morgan, do site Gay Star News, ficou em 48º das 60 melhores músicas; a esse respeito, ele comentou que é "uma jóia absoluta, mas afunda ironicamente no fundo quando se trata dos clássicos dos anos oitenta de Madonna". Em fevereiro de 2013, Matthew Rettenmund , autor da Encyclopedia Madonnica o incluiu no número 21 de "A Percepção Imaculada: Todas as Canções de Madonna, do Pior ao Melhor", uma lista criada nas 221 faixas gravadas pela artista, desde o início em 1980 até então. Em "O Ranking Definitivo dos Singles de Madonna", Matthew Jacobs, do Huffington Post, o colocou em 46 e o descreveu como "alegre, até você descobrir que ele é inspirado por seu relacionamento abusivo com Sean Penn". No portal Medium, Richard LeBeau opinou que "não há nada de errado com esse problema, mas é profundamente esquecível, principalmente em comparação com os singles brilhantes que precederam e seguiram".

## Apresentações ao vivo

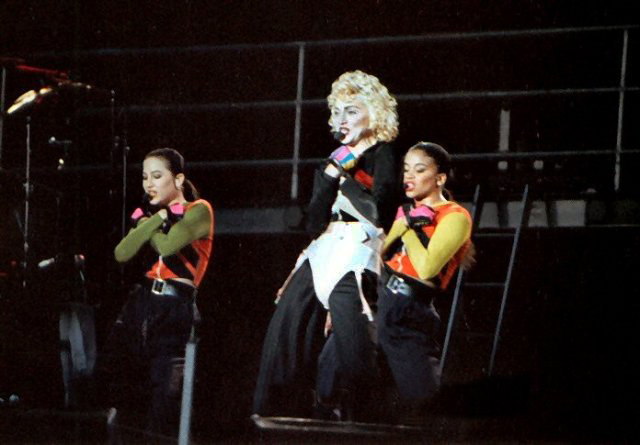
Madonna apresentando "Caunsing a Comotion" na turnê Blond Ambition World Tour em 1990.

Madonna cantou "Causing a Commotion" na turnê Who's That Girl World Tour de 1987 e na Blond Ambition World Tour em 1990. Na turnê Who's That Girl World Tour, "Causing a Commotion" era a sexta canção do setlist. Colaborando com Marlene Stewart nas roupas da turnê, Madonna expandiu a ideia de dar vida aos seus personagens de vídeo e de apresentar um tema gangster à canção. Ela usava uma jaqueta de lamê dourada e cantava a música acompanhada por dois bailarinos, cada um segurando uma arma. Performances da música nessa turnê podem ser encontradas no vídeo Who's That Girl - Live in Japan, filmado em Tóquio, Japão, em 22 de junho de 1987, e no vídeo Ciao, Italia! - Live From Italy, filmado em Turim, Itália, em 4 de setembro de 1987. Tendo esta última sido transmitida via satélite para o MTV Video Music Awards de 1987.
Na turnê Blond Ambition World Tour, a canção era apresentada como a terceira música do setlist.O figurino que ela usava para a performance foi descrito por Carol Clerk , autor de Madonnastyle, como a "combinação perfeita de visual masculino e feminino". Ele consistia de calças de rica de giz, com um bustiê com sutiãs-cone e ligas à mostra, e colorida roupa de cilcismo, consistindo de luvas e uma jaqueta apertada. Madonna usava maquiagem pesada, com grossas sobrancelhas enegrecidas e aplicação pesada de delineador. Madonna começava o show cantando "Express Yourself" usando um terno trespassado com uma jaqueta apertada cortada em fendas permitindo que o sutiã cônico ficasse visível. Ela também usava o monóculo com corrente característico do clipe. Ao terminar, ela cantava "Open Your Heart", onde Madonna tirava a jaqueta do terno e o monóculo e apresentava uma dança exibicionista com uma cadeira como apoio. A performance terminava e para cantar "Causing a Commotion", Madonna vestia as luvas e a  jaqueta de cilcismo. No fim da performance, Madonna lutava com suas backing vocals. Duas performances diferentes foram lançadas em vídeo: a Blond Ambition – Japan Tour 90, filmada em Yokohama, Japão, em 27 de abril de 1990, e o Live! - Blond Ambition World Tour 90, filmada em Nice, França, em 5 de agosto de 1990.

## Faixas e formatos
| - Single de 7" dos E.U.A. 1. "Causing a Commotion" (Silver Screen Single Mix) – 4:05 2. "Jimmy Jimmy" (Versão do LP) – 3:54 - Single de 12" do Reino Unido 1. "Causing a Commotion" (Silver Screen Mix) – 6:39 2. "Causing a Commotion" (Movie House Mix) – 9:44 3. "Jimmy Jimmy" (Fade) – 3:39 - Single Promocional de 7" dos E.U.A 1. "Causing a Commotion" (Silver Screen Single Mix) – 4:05 2. "Causing a Commotion" (Movie House Edit) – 4:08 | - Maxi Single de 12" dos E.U.A. 1. "Causing a Commotion" (Silver Screen Mix) – 6:39 2. "Causing a Commotion" (Dub) – 7:09 3. "Causing a Commotion" (Movie House Mix) – 9:44 4. "Jimmy Jimmy" (Versão do LP) – 3:54 - CD Maxi Single da Alemanha / Reino Unido (1995) 1. "Causing a Commotion" (Silver Screen Mix) – 6:39 2. "Causing a Commotion" (Dub) – 7:09 3. "Causing a Commotion" (Movie House Mix) – 9:44 4. "Jimmy Jimmy" (Versão do LP) – 3:54 |

## Créditos e equipe
- Madonna – compositora, vocais, produtora
- Stephen Bray – compositor, produtor, mixagem de áudio
- Shep Pettibone – mixagem de áudio, produção adicional
- Junior Vasquez – engenheiro de mixagem, edição de áudio
- Steve Peck – engenheiro de mixagem
- Donna De Lory – vocais de apoio
- Niki Haris – vocais de apoio

Créditos adaptados do encarte do álbum.

## Desempenho comercial
Nos Estados Unidos, "Causing a Commotion" estreou na tabela da Billboard Hot 100 no número 41 na semana de 12 de setembro de 1987, enquanto "Who's That Girl" estava caindo do top dez. O single rapidamente subiu na tabela, por fim chegando ao número dois da semana de 24 de outubro de 1987, a mesma semana em que "Bad" de Michael Jackson avançou para o número um. Ela manteve-se na posição de vice-campeã por três semanas, antes de cair na tabela. "Causing a Commotion"  alcançou o top 40 da tabela Adult Contemporary da Billboard e atingiu o topo da parada Hot Dance Club Play. No Canadá, a canção estreou em 90, na tabela de singles da revista RPM em 19 de setembro de 1987. Depois de seis semanas, a canção atingiu a posição de número dois na tabela. Ela esteve presente para um total de 31 semanas e se classificou em 47 na parada anual da RPM de 1987.
No Reino Unido, "Causing a Commotion" foi lançada em 19 de setembro de 1987. Ela entrou na tabela UK Singles Chart em sétimo lugar, e alcançou a posição quatro. A música esteve presente por um total de nove semanas. De acordo com a Official Charts Company, a canção já vendeu 230 mil cópias lá. Na Alemanha, a canção estreou na parada Media Control Charts na posição 66 em 29 de setembro de 1987, e subiu até a posição 14 em sua terceira semana, e passou 12 semanas na tabela. A canção alcançou o top dez na Austrália e na tabela europeia European Hot 100 Singles, e atingiu a posição sete e três, respectivamente. A canção alcançou o top dez na Bélgica, Irlanda, Itália, Nova Zelândia Países baixos e Suíça e o top 20 na Áustria, Noruega e Suécia.

### Tabelas semanais
| Tabela musical (1987)                 | Melhor posição |
| ------------------------------------- | -------------- |
| Alemanha (Offizielle Top 100)         | 14             |
| Austrália (Kent Music Report)         | 7              |
| Áustria (Ö3 Austria Top 40)           | 14             |
| Bélgica (Ultratop de Flandres)        | 2              |
| Canadá (RPM Single Chart)             | 2              |
| Europa (Top 100 Singles)              | 3              |
| Espanha (PROMUSICAE)                  | 21             |
| Estados Unidos (Adult Contemporary)   | 37             |
| Estados Unidos (Billboard Hot 100)    | 2              |
| Estados Unidos (Hot Dance Club Songs) | 1              |
| Islândia (RÚV)                        | 3              |
| Irlanda (IRMA)                        | 2              |
| Noruega (VG-lista)                    | 10             |
| Nova Zelândia (Recorded Music NZ)     | 6              |
| Países Baixos (Dutch Top 40)          | 3              |
| Países Baixos (Single Top 100)        | 3              |
| Reino Unido (UK Singles Chart)        | 4              |
| Suécia (Sverigetopplistan)            | 13             |
| Suíça (Schweizer Hitparade)           | 9              |

| Tabela musical (1987)              | Posição |
| ---------------------------------- | ------- |
| Austrália (Kent Music Report)      | 65      |
| Canadá (RPM)                       | 42      |
| Estados Unidos (Billboard Hot 100) | 46      |